# Dante Gabriel Rossetti
Dante Gabriel Rossetti, nato Gabriel Charles Dante Rossetti (Londra, 12 maggio 1828 – Birchington-on-Sea, 10 aprile 1882), è stato un pittore e poeta britannico, tra i fondatori del movimento artistico dei Preraffaelliti insieme a William Holman Hunt, Ford Madox Brown e John Everett Millais.
Artista complesso e dai molteplici interessi, propugnava un'arte che recuperasse l'autenticità e la spiritualità del passato. La sua stessa vita incarnò in molti aspetti i principi romantici. Si interessò sin dalla giovinezza a Dante ed ai poeti del dolce stil novo, passione ereditata dai genitori, ai romantici inglesi e tedeschi, ai romanzi gotici e agli scrittori come William Shakespeare, Goethe, William Blake ed Edgar Allan Poe. I suoi dipinti, estetizzanti e sensuali soprattutto nelle figure femminili, sono ascrivibili alla corrente europea del simbolismo.

## Biografia

### Giovinezza

Autoritratto, 1847

Figlio dell'esule italiano Gabriele Rossetti e della dama Frances Polidori (sorella del medico e scrittore John Polidori, amico di George Byron), Rossetti nacque il 12 maggio 1828 a Londra, al n. 38 di Charlotte Street, con il nome di battesimo di Gabriel Charles Dante; solo successivamente adottò il nome pubblico di «Dante Gabriel», desiderando un accento maggiormente letterario al proprio nome dati i suoi interessi nella poesia. Charles Lyell, padre della geologia moderna, gli fece da padrino.
Suo padre nacque il 28 febbraio 1783 a Vasto nel Regno di Napoli, fu librettista di teatro lirico e curatore del museo di Napoli. A causa della partecipazione ai moti insurrezionali del 1820-1821, fu costretto a lasciare il regno e, dopo una breve parentesi a Malta, si trasferì in Inghilterra nel 1824 dove svolse la professione di insegnante di italiano.
Rossetti era il secondo di quattro fratelli, Maria Francesca, Christina e William Michael, con i quali ebbe in comune la prima educazione e gli studi. L'ambiente familiare era ricco di fermenti religiosi ed artistici, sicché gli servì d'eccellente tirocinio. Ancora giovanissimo, divorava le opere di William Blake, Walter Scott, Edgar Allan Poe, Samuel Taylor Coleridge e Lord Byron; le prime letture erano principalmente inglesi o francesi, tanto che inizialmente sentì poca inclinazione per le opere italiane. Fu dal padre e dalle copiose letture che fece a sedici anni su Dante Alighieri che trasse l'amore per la civiltà italiana, e per il suo massimo poeta, che lasciò tracce profonde sulla sua fantasia.

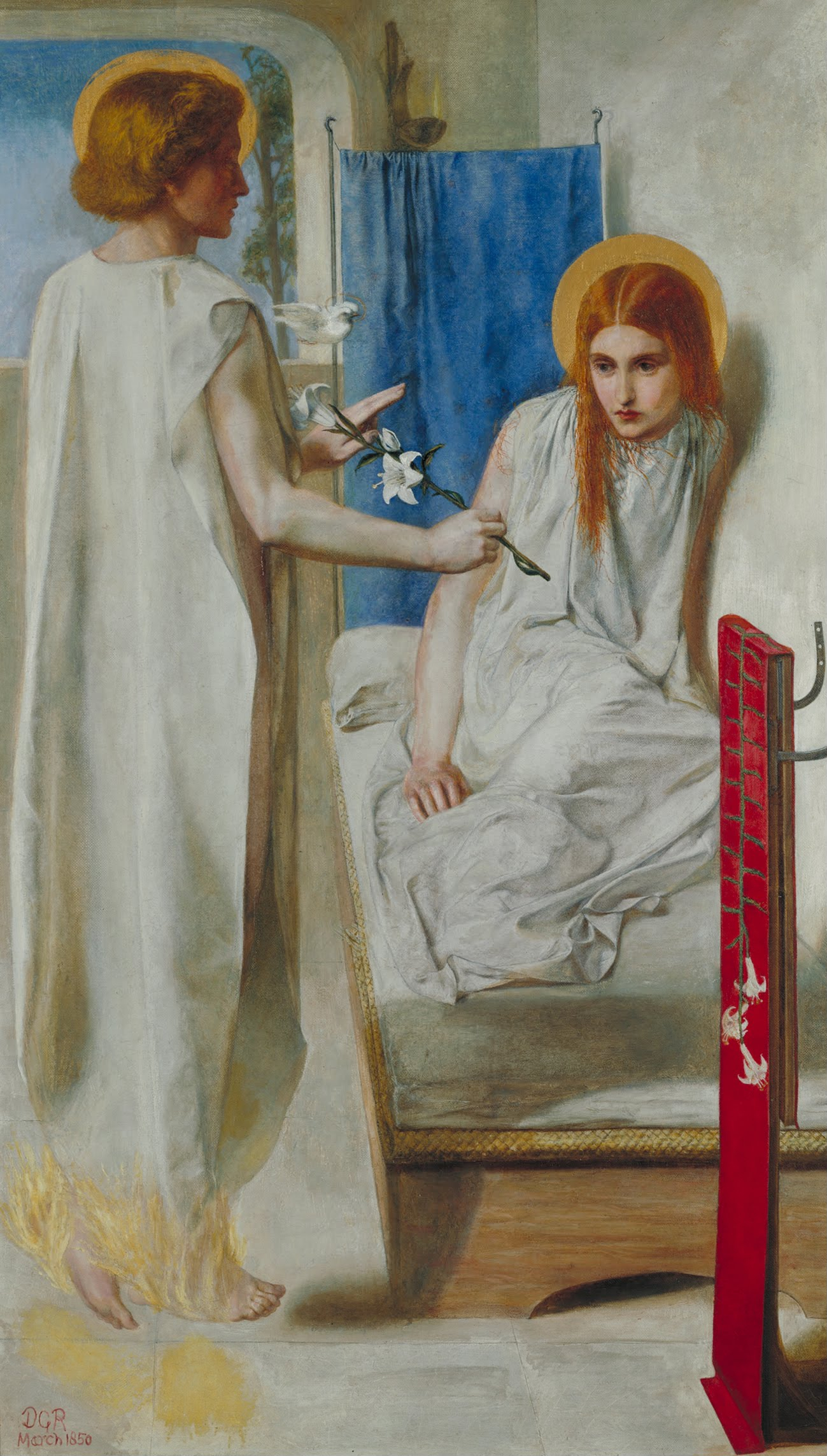
Ecce Ancilla Domini (L'annunciazione), ritraente la futura moglie Elizabeth Siddal.

La vocazione poetica del Rossetti fu effettivamente precoce: a sei anni stese The Slave, e a dodici anni compose Sir Hugh the Heron, a Legendary Tale in Four Parts (la sua prima opera stampata) e Roderick and Rosalba, a story of the Round Table, scritta insieme ai fratelli. Il primo accenno all'interesse del Rossetti alla poetica italiana si trova invece tra il 1845 e il 1849, quando tradusse in inglese l'intera Vita nuova e la maggior parte della lirica stilnovistica, in modo da formare il volume The Early Italian Poets from Ciullo d'Alcamo to Dante Alghieri in the original metres together with Dante's Vita Nuova, che sarà dato alle stampe a Londra nel 1861. Alcune delle sue poesie sono composte direttamente in italiano sulla base della metrica stilnovista.
E parallela, intensa, rimase pure la sua attività pittorica, che si risolse nell'ingresso alla King's College School, dove dal 1841 al 1845 fu allievo di Henry Sass; frequentò poi la Royal Academy, che lasciò nel 1848 per Ford Madox Brown, con il quale rimarrà legato anche dopo gli studi da un saldo vincolo d'amicizia. All'accademia furono in molti a rimanere colpiti dalla sua personalità affascinante e dominatrice: tra questi, vi furono William Holman Hunt, John Everett Millais e Thomas Woolner. I quattro artisti, attratti dagli entusiasmi giovanili e da una comune avversione per l'arte ufficiale, fondarono nell'autunno del 1848 la Confraternita Preraffaellita (Pre-Raphaelite Brotherhood).

### L'astro del preraffaellismo ed Elizabeth Siddal
Come già accennato, il preraffaellismo era un movimento che rifiutava le tradizioni che supponeva posteriori alla pittura di Raffaello Sanzio, rivalutando l'arte dei «primitivi» e dei quattrocentisti: sul piano ideologico, invece, si auspicava un ritorno «all'araldico mondo della cristianità medievale» e ad un'arte genuina, semplificata, attingendo particolare vigore dai Nazareni, dal gruppo dei puristi italiani e dai primitifs francesi.
Intanto Rossetti si invaghì, nel 1850, di una delle sue modelle. Era costei Elizabeth Siddal, una donna dolce, indigente ma molto colta e versata nelle arti, che sposò poi dieci anni dopo, nel 1860. La Siddal stimolò immensamente la fantasia creatrice del marito pittore, che la ritrasse in un ampio numero di quadri e disegni: in Beata Beatrix, addirittura, Rossetti identifica la moglie nella Beatrice Portinari di dantesca memoria.

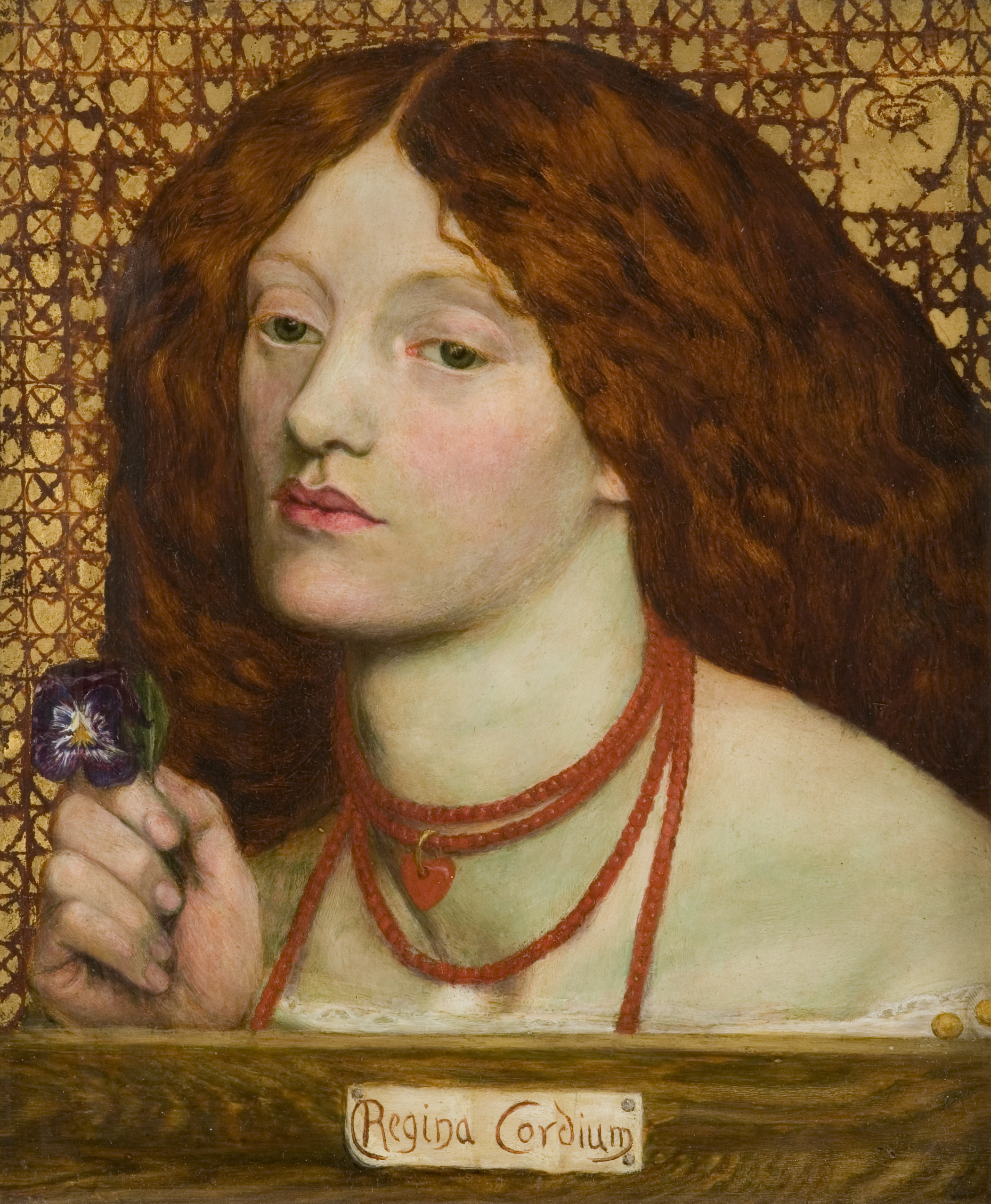
Regina Cordium, ritratto di Elizabeth Siddal realizzato in occasione del matrimonio.

In questo periodo, infatti, Rossetti eseguì gran parte dei suoi lavori sotto l'ombra di Dante, trasponendo in pittura, con toni liricamente melodrammatici, sia la vita del poeta, che temi spiccatamente neomedievali e cavallereschi. Delle opere di questi anni si segnalano La visione di Dante: Rachele e Lia, Il sogno di Dante alla morte di Beatrice, Saluto di Beatrice: tutti soggetti esplicitamente desunti dalla Vita Nuova, che Rossetti, come si è detto, tradusse in inglese nel 1861, all'interno di un volume dal titolo di Early Italian Poets.

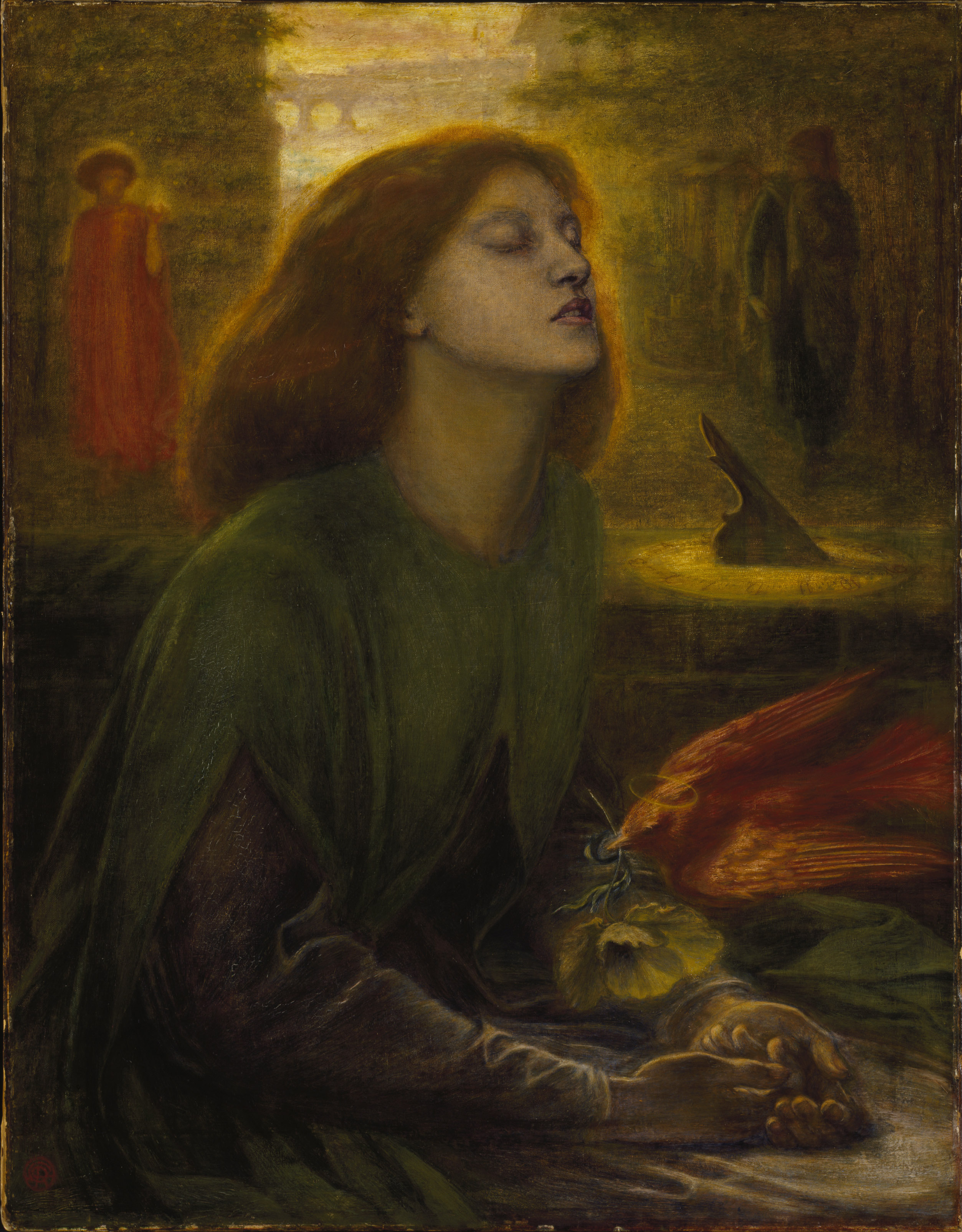
La moglie Elizabeth Siddal nelle vesti di un'estatica Beatrice Portinari, nel dipinto Beata Beatrix

Ciò malgrado, questo fu un periodo assai luttuoso per il Rossetti. La moglie Lizzie, infatti, abusava regolarmente del laudano, chiedendone il sollievo contro la sua salute declinante, e col tempo incominciò ad essere dipendente dalla droga, che ne acuiva la lenta consunzione. Nel 1861, dopo un parto prematuro di un neonato nato morto, la sua salute peggiorò ulteriormente (soffriva di atroci nevralgie), così come la sua depressione e schiavitù del laudano: fu proprio un errato dosaggio dello stupefacente ad ucciderla, l'11 febbraio 1862. In realtà si scoprirà, dopo molto tempo, che Rossetti aveva occultato la lettera d'addio per evitare lo scandalo del suicidio e le possibili conseguenze legali ed economiche alla sua famiglia che avrebbe potuto portare (essendo il suicidio considerato all'epoca un reato).

### Gli anni a Cheyne Walk e la morte

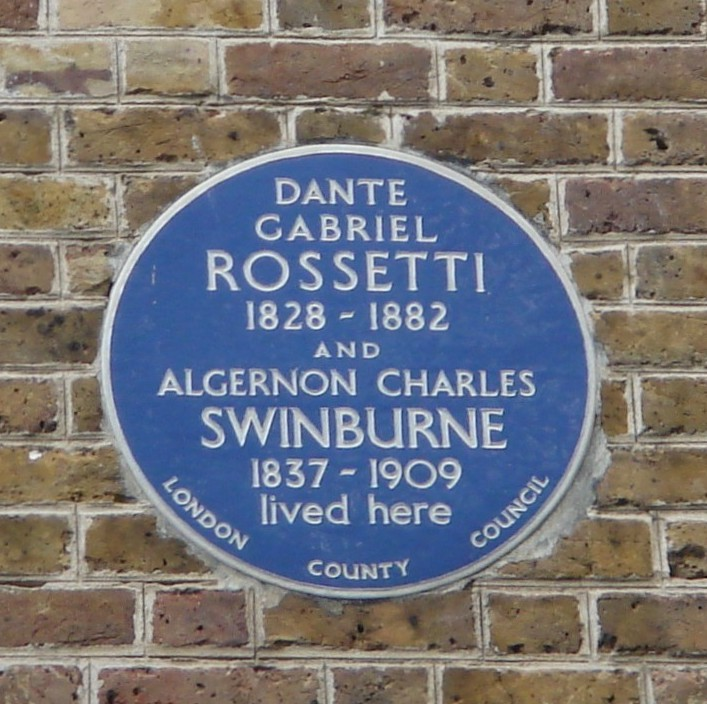
Targa blu al n. 16 di Cheyne Walk, Chelsea, Londra

La morte dell'amata Lizzie lasciò il marito sopraffatto dal dolore, a tal punto da indurlo ad inumare nella sua bara un plico con le proprie opere poetiche incompiute. L'artista continuò a lavorare instancabilmente, frequentando occasionalmente anche amici e conoscenti, ma la malinconia s'impadroniva sempre di più del suo animo, scivolando nella depressione e in uno stato mentale alterato: divenuto alcolizzato e tossicodipendente, ormai preda di una specie di mania di persecuzione, Rossetti si sottopose anche ad alcune pratiche di spiritismo, affermando più volte d'essere visitato dal fantasma della fanciulla, e discorrendo non di rado di suicidio, argomento che divenne piuttosto ricorrente nei suoi discorsi.

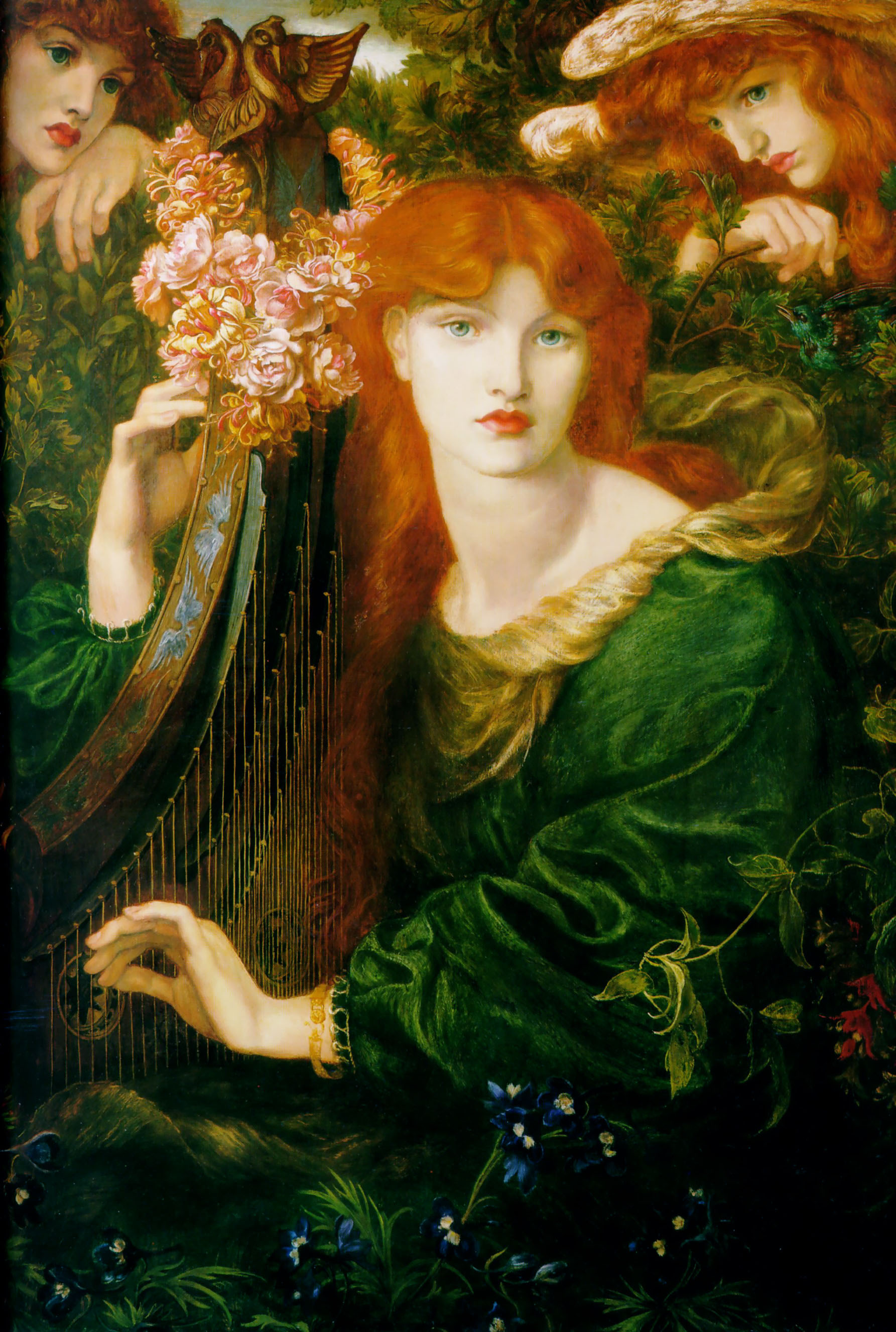
Dante Gabriel Rossetti, La Ghirlandata; olio su tela, soggetto Alexa Wilding.

Nel frattempo, Rossetti si trasferì al n. 16 di Cheyne Walk, a Chelsea, in un'antica dimora del periodo Tudor che adornò con bizzarri oggetti d'arte - ebbe una particolare predilezione per le porcellane orientali di colore azzurro - oltre ad animali esotici e rari, che apprezzava sin da fanciullo. Per un certo periodo di tempo ebbe come inquilini gli eccentrici amici George Meredith e Algernon Charles Swinburne, che lo persuasero a riesumare il corpo di Elizabeth dal cimitero di Highgate e a recuperare il manoscritto delle sue poesie, che pubblicò nel 1870 in una raccolta intitolata Poems. I versi, carichi di erotismo e sensualità, suscitarono aspre critiche, alle quali Rossetti rispose con la pubblicazione di The House of Life, un canzoniere di cinquanta sonetti e undici canzoni che rappresenta il suo contributo poetico più notevole. Il suo agente Charles Augustus Howell, presente all'apertura notturna della tomba della Siddal (ma ricordato come noto mentitore), gli raccontò che il corpo di Elizabeth aveva mantenuto intatta la propria bellezza, e che i capelli avevano continuato a crescerle a dismisura. Questo racconto sconvolse ancora di più la mente già segnata del pittore. Rossetti continuò comunque a lavorare nel campo della pittura, producendo una numerosa serie di dipinti.

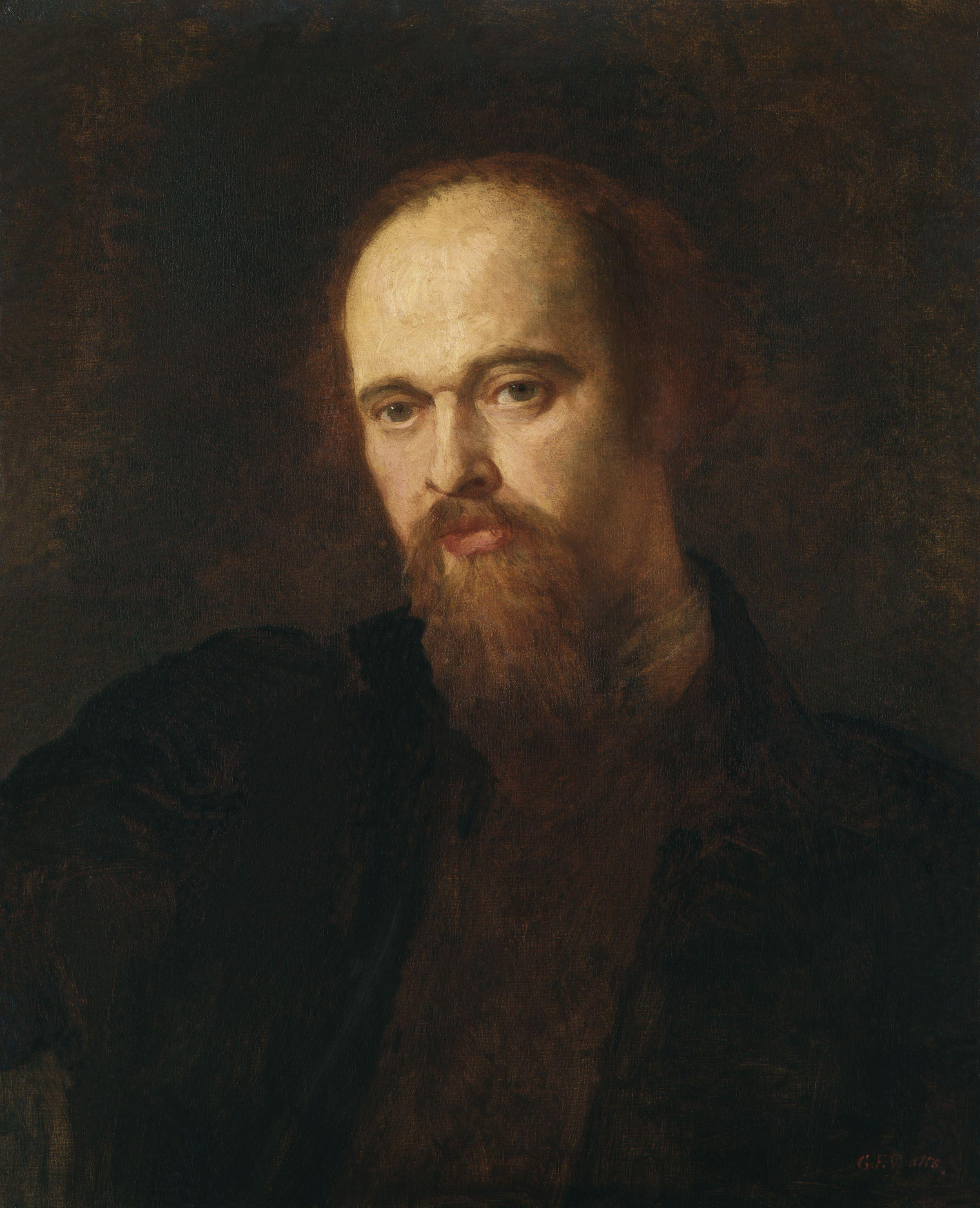
George Frederic Watts, Ritratto di Dante Gabriel Rossetti (circa 1871).

Nel frattempo, lo squilibrio mentale iniziò a tormentarlo ancor di più, per cui in questi anni patì d'insonnia, depressione, delirio e di terribili allucinazioni. Tentò addirittura il suicidio ingerendo una fiala di laudano, ma venne salvato in extremis. Precocemente invecchiato, divenne ancora più dipendente da cloralio e alcolici, soffrendo anche di dolore cronico a causa dei reumatismi e di un'operazione per idrocele, e ammalandosi infine della malattia di Bright (nefrite con cardiopatia). L'ammirazione di amici (tra cui si segnalano i Morris e Hall Caine) circondò l'artista che lentamente esaurì le sue energie, per poi morire a Birchington-on-Sea il 10 aprile 1882 per via di una forma di paralisi e scompenso cardiaco, esito finale della malattia renale, a soli 53 anni. Fu sepolto nel locale cimitero attiguo alla Chiesa di Tutti i Santi.

## Stile pittorico

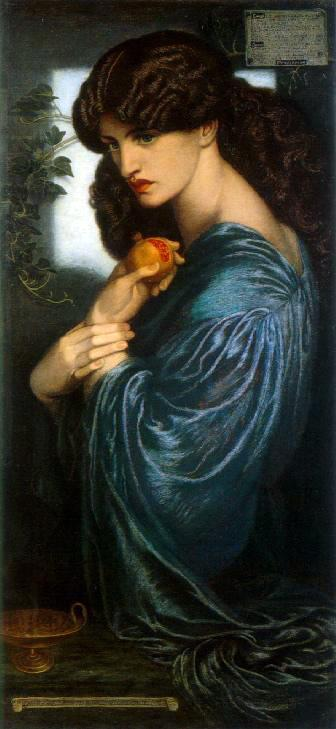
Persefone (1874); olio su tela, 125,1×61 cm; la modella è Jane Morris.

Lo stile pittorico di Dante Gabriel Rossetti inizialmente presentava una maniera spiccatamente preraffaellitica, evidente nelle prime opere, specialmente ne L'infanzia di Maria Vergine e in Ecce Ancilla Domini; ciò malgrado, l'artista successivamente si discostò dagli ideali dei preraffaelliti, preferendo la raffigurazione di racconti avventurosi ad una pedissequa imitazione della natura. In questo filone sono ascrivibili tele come Il laboratorio, La canzone delle sette torri, Blue Closet, Hesterna Rosa, Come s'incontrarono, tutte opere dove il Rossetti si lasciò guidare dall'ardore della sua fantasia, intensa e talora aggressiva. Una decadenza di queste qualità immaginative si ebbe dopo il trapasso della moglie, che lo lasciò nella disperazione. 

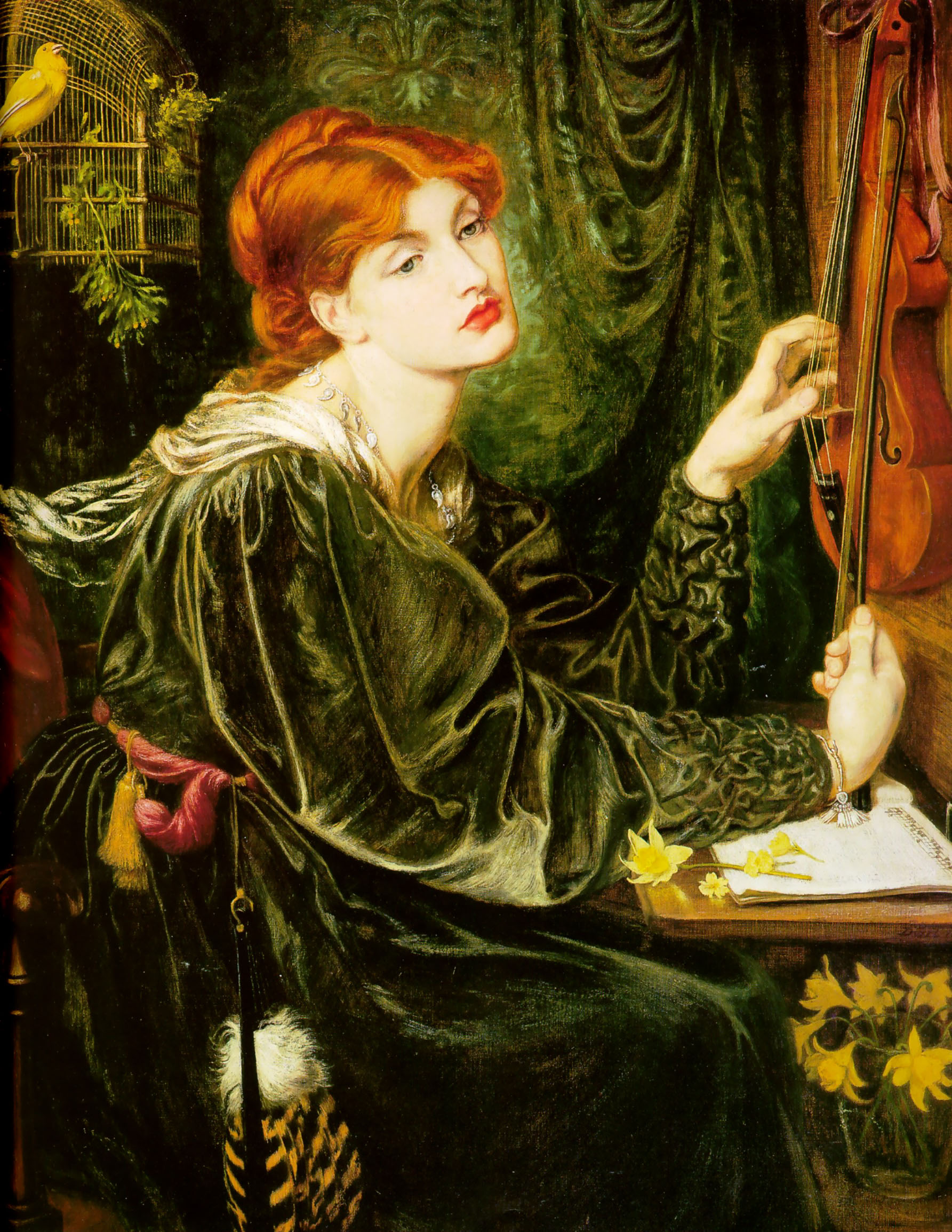
Veronica Veronese; olio su tela, soggetto Alexa Wilding.

In questa nuova fase, sancita dall'esecuzione della Beata Beatrix (ultimo ritratto con la Siddal come modella), il Rossetti ebbe a dipingere specialmente ritratti idealizzati di donne a mezzo busto, con pennellate più ricche e sensuali, tratti realistici e discostati dallo stile soffuso dei Preraffaelliti, per le quali si servì principalmente di Jane Morris (moglie di William Morris e amante di Rossetti per un certo periodo) Fanny Cornforth (sua ultima amante nonché domestica) come modelle, in sostituzione della moglie defunta: quadri come Monna Vanna, Madonna Pomona, Venere Verticordia, La Ghirlandata, Persefone, Pia de' Tolomei, Elena di Troia, L'amata sono brillanti esempi di questa sua fase artistica. Altre modelle del secondo periodo di Rossetti furono Alexa Wilding, Ellen Smith, Amy Graham, Marie Ford ed altre, tutte fisicamente simili a Elizabeth, in quanto incarnanti come lei un preciso modello di donna secondo l'estetica preraffaellita, in particolare Fanny e Alexa avevano come lei una folta chioma rossa.
Nonostante le difficoltà che Rossetti ebbe nell'uso dei colori a olio (preferendo l'acquerello), che non riuscì mai a padroneggiare, la sua produzione artistica conobbe comunque una favorevolissima ricezione, manifestandosi con forme che guadagnano in qualità poetica ciò che perdono di deficienze tecniche. Basandosi sui modi stilistici seguiti dagli alluminatori medievali, che riuscivano a distribuire il colore in una maniera piatta ma intensa, Rossetti riuscì a manifestare con chiarezza il proprio sentimento, specialmente nelle opere di piccole dimensioni. Secondo Mario Praz:
(Praz; Popham)
Del Rossetti esiste un numero cospicuo di opere, che in gran parte sono proprietà di musei inglesi: l'artista, infatti, è rappresentato con esemplari cospicui nella Tate Gallery a Londra, all'Ashmolean Museum di Oxford, nel museo Fitzwilliam di Cambridge, nella Walker Art Gallery di Liverpool e nelle gallerie di Birmingham e Manchester.